# اگورو، هاسکا
اگورو، هاسکا (به اسپانیایی: Agüero, Huesca) یک شهرستان در اسپانیا است.